# Tävelsås kyrka
 Tävelsås kyrka är en kyrkobyggnad i Växjö stift. Den är församlingskyrka i Tävelsås, Vederslöv och Kalvsviks församling. 

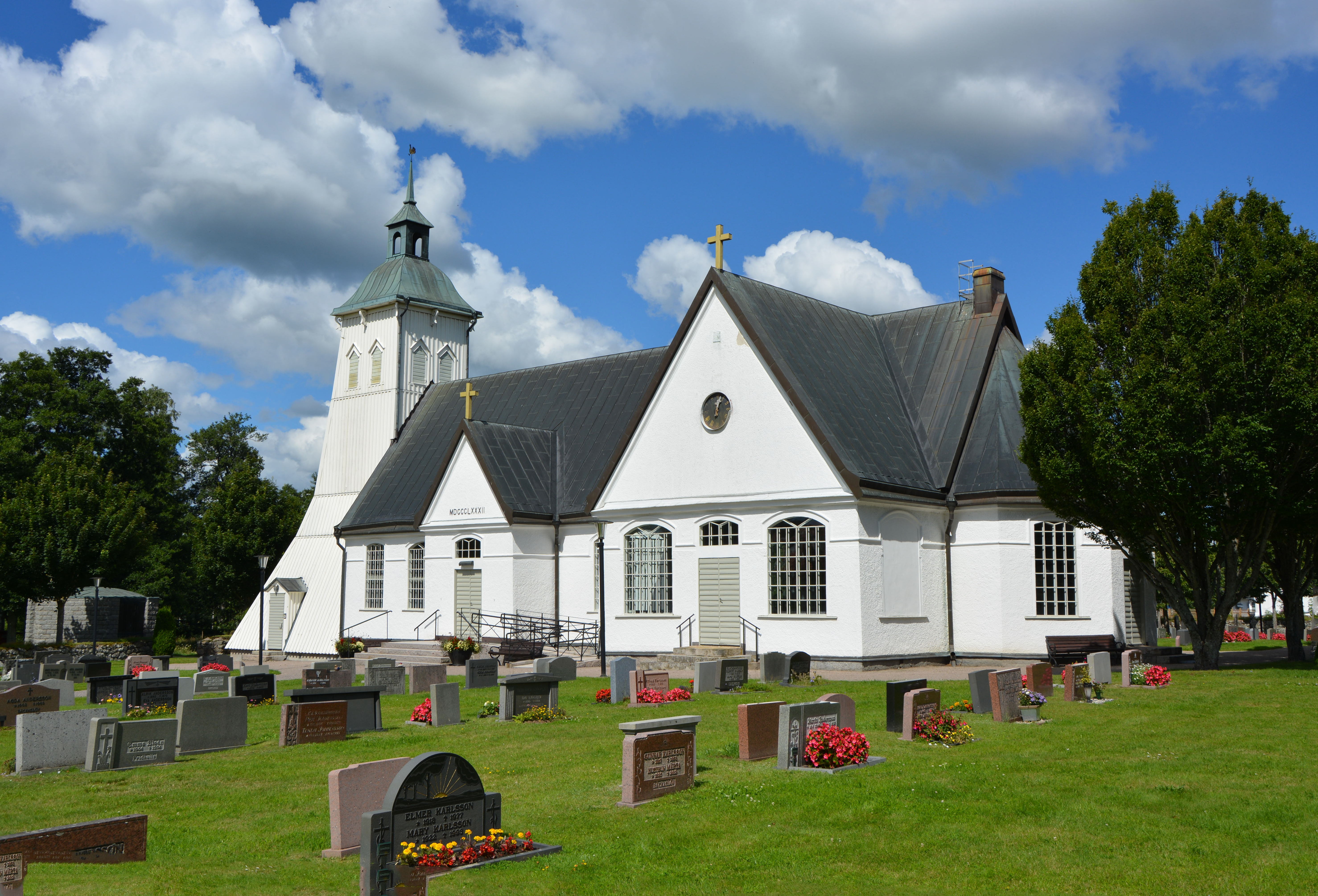
Kyrkan från sydöst.

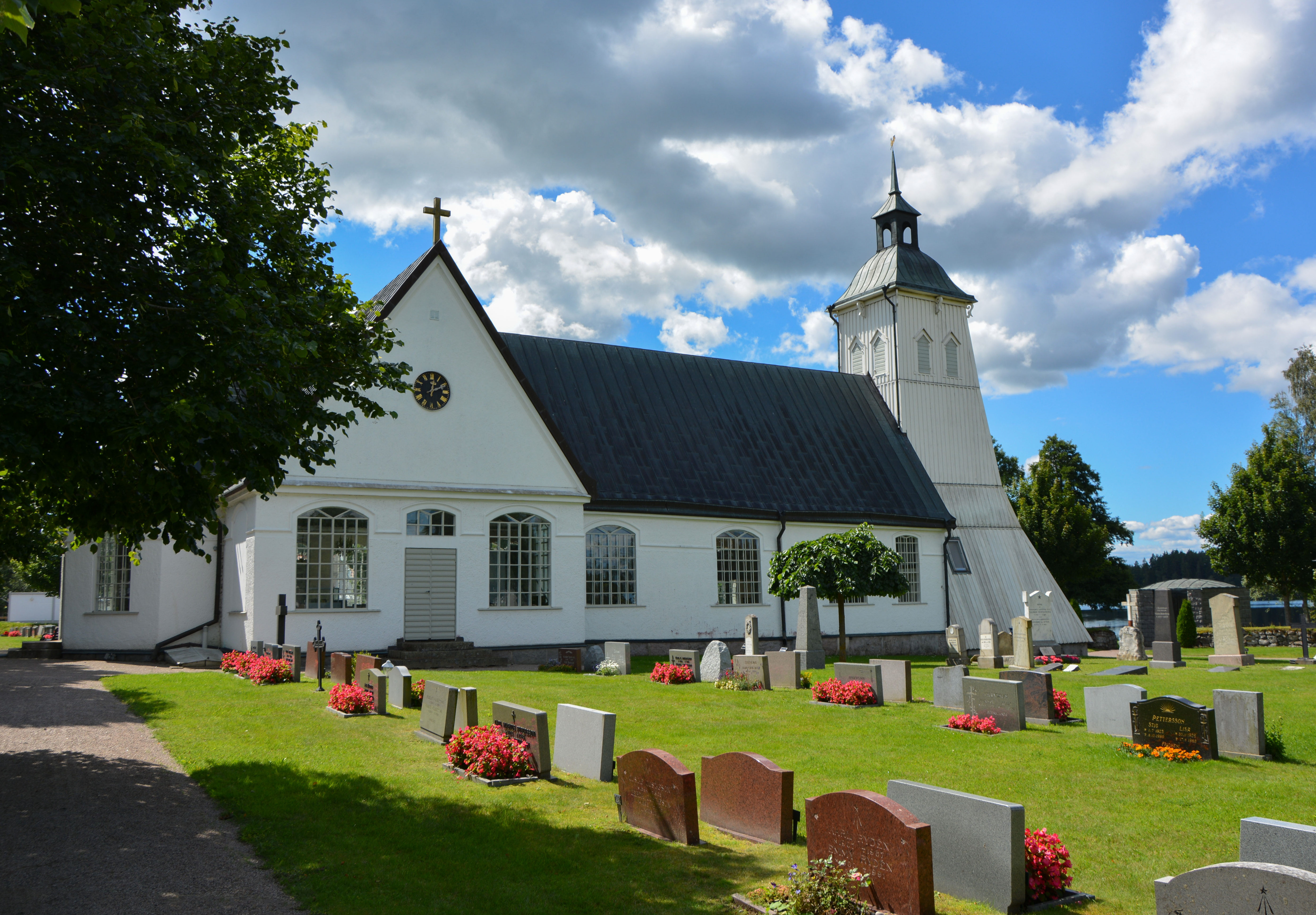
Exteriör från norr.

## Kyrkobyggnaden
Tävelsås kyrka anses ha medeltida anor. På den plats där den nuvarande kyrkan är belägen uppfördes en kyrkobyggnad  i trä under 1500-talet. Träkyrkan användes fram till 1784 då den revs eftersom ett beslut fattats om uppförande av en ny kyrka. Vid samma tid revs även dåvarande grannsocknen Toftas träkyrka. Tofta församling sammanslogs 1785 med Tävelsås församling. Virke från de båda rivna kyrkorna användes vid uppförande av den nya kyrkan 1784-85. Ursprungligen hade kyrkan en fristående klockstapel med fyra klockor. 1797 flyttades denna och infogades i långhusets västra del och fick funktion av kyrktorn. 1880-1882 byggdes kyrkan om och utvidgades med korsarmar och en sakristia i öster. Kyrkan fick därigenom sitt nuvarande utseende. Kyrkan har karaktär av nyklassicism och är beklädd med vitmålad träpanel. Tornet är försett med en hjälmformad huv och en mindre lanternin.  

## Inventarier
- Processionskrucifix från tidig medeltid med ursprung i Limoges  i  Frankrike.
- Altartavla målad av Pehr Hörberg 1799, med motiv: "Jesus i Getsemane".
- Altaruppställningen som omramar altartavlan tillkom vid renoveringen  1880-82.
- Altaruppsats i barock  överförd från Tofta kyrka.
- Altarring med svarvade balusterdockor.
- Triumfkrucifix daterat till 1200-talet. ( Har tidigare tillhört Tofta kyrka).
- Dopfunt.
- Krucifix  med Kristusgestalt från 1500-talet, korset har tillkommit senare.
- Predikstol  i empirestil med ljudtak  ,rikt förgylld och försedd med symboler i korgens fält.
- Öppen bänkinredning.

## Orgeln
- Kyrkans första orgel var byggd 1786 av Pehr Schiörlin, Linköping och hade åtta stämmor.
- En ny orgel byggdes 1922 av Walcker Orgelbau, Tyskland, varvid den fick 11 stämmor.
- Den nuvarande orgeln byggdes 1962 av A. Mårtenssons Orgelfabrik AB, Lund. Orgeln är mekanisk.[1]

| Manual I            | Manual II     | Pedal              | Koppel |
| Gedackt 8´          | Rörflöjt 8´   | Subbas 16´         | I/P    |
| Principal 4´        | Gemshorn 4´   | Oktava 8´          | II/P   |
| Koppelflöjt 4´      | Kvintadena 4´ | Nachthorn 4´       | II/I   |
| Waldflöjt 2´        | Principal 2'  | Rauschkvint 3 chor |        |
| Sesquialtera 2 chor | Gedackt 2'    |                    |        |
| Mixtur 3-4 chor     | Kvinta 1 1/3' |                    |        |
|                     | Sifflöjt 1'   |                    |        |
|                     | Vox Humana 8' |                    |        |
|                     | Tremulant     |                    |        |

- Denna orgel ersattes 2004 av en ny. Den ursprungliga fasaden från Schörlingsorgeln har behållits.[källa behövs]

### Webbkällor
- Tävelsås kyrka.Utg.Sv.Kyrkan
- Riksantikvarieämbetet, Tävelsås kyrka
- Historiska museet: Medeltidens bildvärld 910615S3
- Historiska museet: Medeltidens bildvärld 910615S4
- Wikimedia Commons har media som rör Tävelsås kyrka.